# Arahuay
O Distrito peruano de Arahuay é um dos sete distritos que formam a Província de Canta, situada no Departamento de Lima, pertencente a Região Lima, na zona central do Peru.

## Transporte
O distrito de Arahuay é servido pela seguinte rodovia:
- LM-114, que liga a cidade ao distrito de Chaclacayo
- LM-111, que liga a cidade de Santa Rosa de Quives ao distrito de Canta[1][2][3]